# Alexandre Glazounov
Pour les articles homonymes, voir Glazounov (homonymie).
Alexandre Konstantinovitch Glazounov (en russe : Алекса́ндр Константи́нович Глазуно́в), né le 10 août 1865 à Saint-Pétersbourg et mort le 21 mars 1936 à Neuilly-sur-Seine, est un compositeur russe, professeur de musique et chef d'orchestre de la fin de la période romantique russe.
Glazounov a été directeur du conservatoire de Saint-Pétersbourg de 1905 à 1928, et a également contribué à la réorganisation de l'institut à différentes époques (Conservatoire de Pétrograd, puis de Léningrad après la révolution bolchévique). Il a continué à diriger le Conservatoire jusqu'en 1930, bien qu’il ait quitté l'Union soviétique en 1928, et n’y revint pas. L'élève le plus illustre de l’institut sous son mandat au début des années soviétiques était Dmitri Chostakovitch.
Glazounov est significatif en ce qu'il réussit à concilier le nationalisme et le cosmopolitisme dans la musique russe.
Désigné comme l’héritier direct du nationalisme de Balakirev, il tendait plus vers la grandeur épique de Borodine tout en absorbant un certain nombre d'autres influences, parmi lesquelles la virtuosité orchestrale de Rimski-Korsakov, le lyrisme de Tchaïkovski et l'habileté contrapuntique de Taneïev.
Des compositeurs plus jeunes, tels que Prokofiev et Chostakovitch, ont finalement considéré sa musique comme étant démodée, tout en admettant qu'il restait un compositeur à la stature imposante, et le créditant d’une influence stabilisatrice dans une période de transition et de bouleversements.

## Biographie

### Prodige
Glazounov est né à Saint-Pétersbourg, fils d'un riche éditeur. Il a commencé à étudier le piano à l'âge de neuf ans et à composer à onze ans. Mili Balakirev, ancien chef du groupe des Cinq, reconnaît le talent de Glazounov et montre ses compositions à Nikolaï Rimski-Korsakov.
« Incidemment, Balakirev m'a un jour apporté la composition d'un étudiant de quatorze ou quinze ans, Alexandre Glazounov », se souvint Rimski-Korsakov.
« C’était une partition d'orchestre écrite de façon enfantine. Le talent du garçon était indubitablement clair. » Balakirev l'a présenté à Rimski-Korsakov peu de temps après, en décembre 1879. Rimski-Korsakov créa cette œuvre en 1882, quand Glazounov avait 16 ans. Borodine et Stassov, entre autres, ont généreusement loué l'œuvre et son compositeur.
Rimsky-Korsakov a donné des cours privés à Glazounov. « Son développement musical progressait non pas de jour en jour, mais littéralement d’heure en heure », écrit Rimski-Korsakov
La nature de leur relation a également changé. Au printemps de 1881, Rimski-Korsakov considérait Glazounov plus comme un jeune collègue qu'un étudiant.
Si une part de cette appréciation provient sans doute du besoin qu’éprouvait Rimski-Korsakov de trouver un remplaçant spirituel à Modeste Moussorgski qui était mort en mars, elle peut aussi avoir été provoquée par l’observation de ses progrès sur la première des huit symphonies achevées de Glazounov (il laissa une neuvième inachevée à sa mort).

### Un mentor et mécène: Mitrofan Belaïev

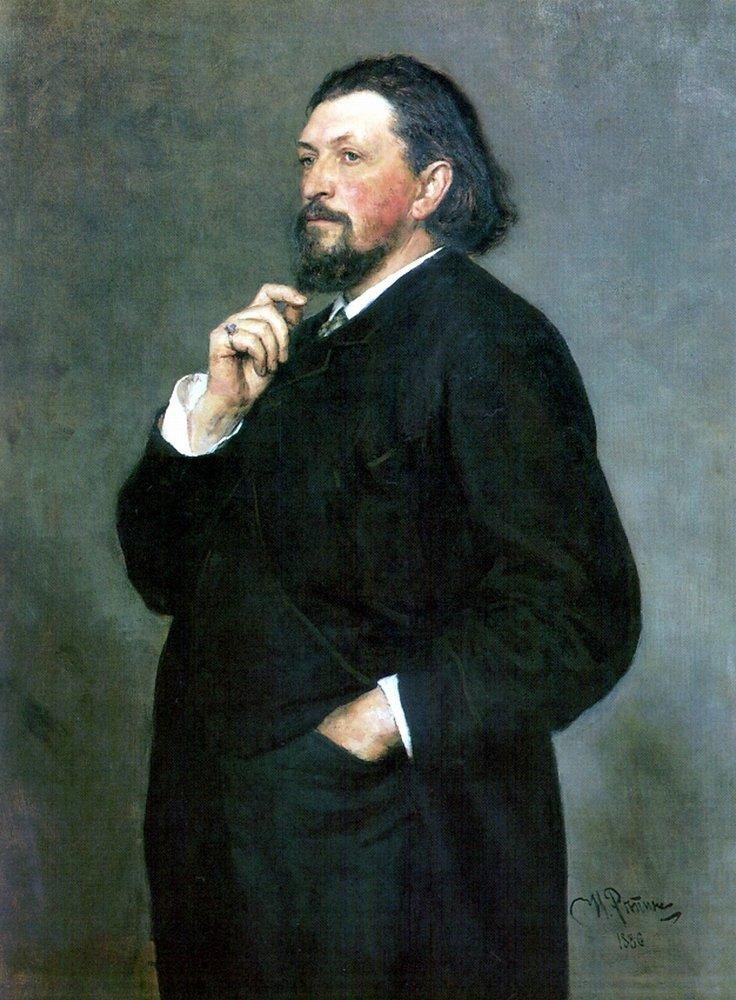
Portrait de Mitrofan Belaïev par Ilia Répine (1886)

Au-delà de cet éloge, il y avait parmi les admirateurs de ses œuvres, un riche propriétaire d'une grande entreprise de bois et musicien amateur, Mitrofan Belaïev.
C’est Anatoli Liadov qui fit découvrir à Belaïev la musique de Glazounov et Belaïev se prit d'un vif intérêt pour l'avenir musical de l'adolescent, avant d’étendre celui-ci pour tout un groupe de compositeurs nationalistes.
Belaïev emmena Glazounov en voyage en Europe occidentale en 1884.
Glazounov rencontra Liszt à Weimar, où sa Première Symphonie fut créée.
Aussi en 1884, Belaïev loua une salle et engagea un orchestre pour jouer la Première Symphonie de Glazounov, plus une suite orchestrale que ce dernier venait de composer.
Fort du succès de la répétition, Belaïev décida la saison suivante de donner un concert public d'œuvres de Glazounov et d'autres compositeurs.
Ce projet s’est développé avec les Concerts symphoniques russes, qui furent inaugurés au cours de la saison 1886-1887.
En 1885, Belaïev fonda sa propre maison d'édition à Leipzig, en Allemagne, en publiant d'abord la musique de Glazounov, Liadov, Rimski-Korsakov et Borodine à ses propres frais.
De jeunes compositeurs commencèrent à faire appel à son aide. Pour l’aider à choisir parmi leurs offres, Belaïev demanda à Glazounov de former avec Rimski-Korsakov et Liadov un conseil consultatif.
Ce groupe de compositeurs qui s’est formé s’est finalement fait connaître sous l’appellation de « Cercle Belaïev ».

### Célébrité
Glazounov devait rapidement bénéficier d’une renommée internationale.
Il subit une crise de créativité en 1890-1891, une période dont il sortit avec une nouvelle maturité.
Pendant les années 1890, il écrivit trois symphonies, deux quatuors à cordes et un ballet.
Quand il fut nommé directeur du Conservatoire de Saint-Pétersbourg en 1905, il était à l’apogée de sa puissance créatrice. Sa huitième symphonie et son concerto pour violon sont considérés comme les meilleures œuvres de cette période. Ce fut aussi la période de son plus grand succès international.
Il a dirigé le dernier des Concerts Russes Historiques à Paris le 17 mai 1907, et a reçu la distinction honorifique de Doctor of Music des universités d'Oxford et de Cambridge.
Il y eut aussi des cycles de concerts d’ « intégrale Glazounov » à Saint-Pétersbourg et Moscou pour célébrer son 25e anniversaire en tant que compositeur.

### Chef d'orchestre
Glazounov a fait ses débuts à la direction d’orchestre en 1888. L'année suivante, il a dirigé sa Deuxième Symphonie à Paris à l'Exposition universelle.
Il a été nommé chef d'orchestre des concerts symphoniques russes en 1896.
En mars de cette année, il a dirigé la première de l'ouverture L'Orage, l’opus posthume du jeune élève Tchaïkovski.
En 1897, il a dirigé la première désastreuse de la symphonie nº 1 de Rachmaninov. Ceci provoqua une dépression chez Rachmaninov qui dura trois années. La femme du compositeur prétendit par la suite que Glazounov semblait être ivre à l'époque de la première.
Bien que cette affirmation ne pût être confirmée, elle n’est pas improbable de la part d’un homme qui, selon Chostakovitch, gardait une bouteille d'alcool cachée derrière son bureau, et sirotait à travers un tube pendant les cours.
Ivre ou non, Glazounov ne bénéficia pas de suffisamment de temps pour la répétition de cette symphonie, et, bien qu'il adorât diriger, il n'a jamais totalement maîtrisé cet art.
De temps à autre, il dirigeait ses propres compositions, en particulier le ballet Raymonda, même s’il n’ignorait pas qu'il avait peu de talent pour cela.
Il lui arrivait de plaisanter à ce sujet : « Vous pouvez critiquer mes compositions, mais vous ne pouvez pas nier que je sois un bon chef d’orchestre, et un directeur de conservatoire remarquable. »
Malgré les privations dont il a souffert au cours de la Première Guerre mondiale et de la guerre civile russe qui a suivi, Glazounov est resté actif comme chef d'orchestre.
Il a dirigé des concerts dans des usines, des clubs et des postes de l'Armée rouge. Il a joué un rôle de premier plan dans la participation de la Russie en 1927 au centenaire de la mort de Beethoven, à la fois comme conférencier et chef d'orchestre.
Après avoir quitté la Russie, il a organisé et dirigé une soirée de ses œuvres à Paris en 1928. Elle a été suivie par des engagements au Portugal, en Espagne, en France, en Angleterre, en Tchécoslovaquie, en Pologne, aux Pays-Bas et aux États-Unis.

### Conservatoire
En 1899, Glazounov est professeur au Conservatoire de Saint-Pétersbourg. À la suite de la révolution russe de 1905, du licenciement puis de la réembauche de Rimski-Korsakov la même année, Glazounov en devient le directeur. Il le resta jusqu'aux événements révolutionnaires de 1917, qui culminèrent le 7 novembre. Nicolas Slonimsky, qui le rencontre alors, le décrit comme « un célèbre compositeur, dont l'immensité corporelle (il pesait plus de 300 livres) n'avait d'égale que la solidité du contrepoint dans sa musique ».
Son Concerto pour piano no 2 en si majeur, Op. 100, qu’il a dirigé, est créé à Petrograd après ces événements.
Une fois la Première Guerre mondiale achevée, il a contribué à la réorganisation du Conservatoire, ce qui peut, en fait, constituer la raison principale pour laquelle il a attendu si longtemps avant de s’exiler.
Pendant son mandat, il a travaillé inlassablement pour améliorer le programme d'études, relever le niveau des étudiants et du personnel, ainsi que défendre la dignité et l'autonomie de l'institut. Parmi ses réalisations figurent un studio d'opéra et un orchestre philharmonique des étudiants.
Glazounov a faisait preuve de paternalisme envers des étudiants nécessiteux, comme ont pu l’être Dmitri Chostakovitch ou Nathan Milstein.
Il examinait personnellement des centaines d'étudiants à la fin de chaque année scolaire, rédigeant de brèves observations sur chacun.
Alors que la sobriété de Glazounov pouvait être mise en cause, son prestige ne le pouvait pas. En raison de sa réputation, le Conservatoire a reçu un statut spécial au sein des institutions d'enseignement supérieur à la suite de la révolution d'Octobre.
Glazounov établit de bonnes relations avec le régime bolchévique, particulièrement avec Anatoli Lounatcharski, le ministre de l'éducation.
Néanmoins, le conservatisme de Glazounov fut attaqué au sein du Conservatoire et
les professeurs exigeaient de plus en plus des méthodes plus progressives, et les étudiants demandaient davantage de droits.
Glazounov perçut ces exigences à la fois comme destructrices et injustes. Lassé du Conservatoire, il profita d’un voyage à l'étranger en 1928 pour les célébrations du centenaire de Schubert à Vienne pour ne pas revenir. Maximilian Steinberg dirigea le Conservatoire en son absence jusqu'à la démission finale de Glazounov survenue en 1930.

### Exil
Glazounov a visité l'Europe et les États-Unis en 1928, et s'est installé à Paris en 1929. Il a toujours prétendu que la raison de son absence prolongée de Russie était due à sa « mauvaise santé ». Cela lui permit de rester un compositeur respecté en Union soviétique, contrairement à Stravinsky et Rachmaninov, qui l’avaient quittée pour des raisons peut-être identiques mais avouées.
En 1929, il dirige un orchestre de musiciens parisiens dans le premier enregistrement intégral complet des Saisons. En 1934, il compose son concerto pour saxophone, une œuvre virtuose et lyrique pour saxophone alto.

### Origines familiales et vie privée
Alexandre Glazounov est le fils aîné de Konstantin Ilitch Glazounov (1828-1914) éditeur de livres et amateur de musique et d'Elena Pavlovna Glazounova, née Touryguine (1846-1925) pianiste elle aussi. Le couple a quatre enfants : Alexandre, Elena , Mikhaïl et Dimitri.
Son oncle Ivan Ilitch Glazounov fut maire de Saint-Pétersbourg de 1881 à 1885. Son frère Dimitri Glazounov devint entomologiste.
En 1929, à l'âge de 64 ans, Glazounov épousa Olga Nikolaïevna Gavrilova (1875-1968), de dix ans sa cadette. L'année précédente, Elena Gavrilova, la fille d'Olga, avait été la soliste dans la création à Paris de son Concerto pour piano n ° 2 en si majeur, op. 100. Il a par la suite adopté Elena, et celle-ci a ensuite utilisé le nom d’Elena Glazounova. En 1928, Elena épousa le pianiste Sergueï Tarnowsky, qui gérait les affaires de Glazounov à Paris, comme la négociation de ses prestations aux États-Unis avec Sol Hurok. Elena prit plus tard le nom d’Elena Gunther-Glazounova, après son remariage avec Herbert Gunther (1906 à 1978).
Nicolas Slonimsky tient à signaler que, dans un pays où un antisémitisme d'état encourageait les pogroms, Glazounov se distinguait par « sa grande admiration des juifs », surtout parmi les musiciens : « Il avait pour habitude de commenter le jeu de certains élèves non juifs du Conservatoire comme « décevant de chrétienté » ».

### Mort
Glazounov est mort à Neuilly-sur-Seine, près de Paris, à l'âge de 70 ans en 1936. L'annonce de sa mort a provoqué un choc chez beaucoup de monde. Nombreux en effet étaient ceux qui avaient longtemps associé Glazounov à la musique du passé plutôt que du présent, de sorte qu'ils pensaient qu'il était déjà mort depuis de nombreuses années.
En 1972, ses restes ont été inhumés à Léningrad.

## Œuvres et influence

### Une mémoire phénoménale
Glazounov a été reconnu comme un grand prodige dans son domaine et, avec l'aide de son mentor et ami Rimski-Korsakov, il a achevé quelques-unes des grandes œuvres d'Alexandre Borodine, les plus célèbres étant la Troisième Symphonie et l'opéra Le Prince Igor, ainsi que les populaires Danses polovtsiennes. Il a réécrit l'ouverture de mémoire, après l’avoir entendue jouée au piano une seule fois.

### Compositions

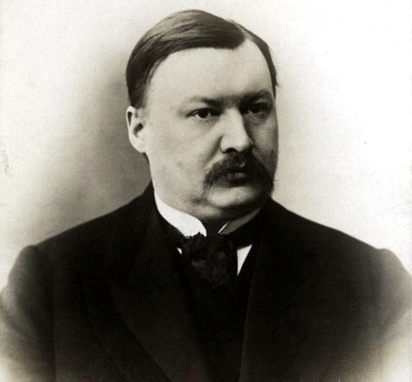
Alexandre Glazounov

Alexandre Glazounov laisse environ 150 partitions. Les œuvres les plus populaires de Glazounov sont aujourd'hui ses ballets Les Saisons et Raymonda, certaines de ses symphonies ultérieures, en particulier les quatrième, cinquième et sixième, la Polonaise des Sylphides, et ses deux Valses de concert. Son Concerto pour violon, qui était l'œuvre de prédilection de Jascha Heifetz, est encore parfois joué et enregistré. Son dernier ouvrage, le Concerto pour saxophone (1934), a montré son aptitude d’adaptation au langage musical occidental de l’époque. Glazounov fut épargné par les réactions antérieures des mouvements expérimentaux, sériels ou minimalistes, ne s’étant jamais départi d’un style raffiné qu'il avait peaufiné au tournant du siècle. Le développement musical de Glazounov était paradoxal. Il a été reconnu comme une idole par des compositeurs nationalistes qui avaient été en grande partie autodidactes et, en dehors de Rimski-Korsakov, profondément méfiants à l'égard de la technique académique. Ses deux premières symphonies peuvent être considérées comme une anthologie de techniques issues du nationalisme, comme le pratiquaient Balakirev et Borodine ; la même chose pourrait être dite pour son poème symphonique Stenka Razine avec son utilisation de la chanson folklorique Les Bateliers de la Volga et les pratiques orientalistes comme celles utilisées par les Cinq. Au début du XXe siècle, il s’est rendu compte que les batailles polémiques entre académisme et nationalisme n’étaient plus d’actualité. Bien qu'il ait basé ses compositions sur la musique populaire russe, sa maîtrise de la technique lui a permis d'écrire dans un langage culturel sophistiqué. Avec sa Troisième Symphonie, il tente consciemment d'internationaliser sa musique à la manière de Tchaïkovski, à qui la pièce est dédicacée. La Troisième Symphonie est une œuvre de transition. Glazounov a admis que sa composition lui a donné beaucoup de mal. Avec la Quatrième Symphonie, il entre dans son style de la maturité. Dédiée à Anton Rubinstein, la quatrième a été écrite comme une œuvre volontairement cosmopolite par un Russe regardant vers l'extérieur à l'Ouest, bien qu’elle reste incontestablement russe dans le ton. Il a continué à synthétiser la tradition nationaliste et la technique occidentale dans la Cinquième Symphonie. Au moment où Glazounov écrit sa Septième Symphonie, ses fonctions au Conservatoire avaient ralenti son rythme de composition. Après sa Huitième Symphonie, sa consommation excessive d'alcool pourrait très bien avoir diminué sa créativité. Il a esquissé un mouvement d'une Neuvième Symphonie, mais a laissé l’œuvre inachevée.
Glazounov a écrit trois ballets, huit symphonies (sa 9e est demeurée inachevée) et de nombreuses autres œuvres pour orchestre, cinq concertos (2 pour piano; 1 pour violon, 1 pour violoncelle, 1 pour saxophone), sept quatuors à cordes, deux sonates pour piano et d'autres pièces pour piano, des pièces instrumentales diverses et quelques chants. Il a collaboré avec le chorégraphe Michel Fokine pour créer le ballet Les Sylphides. Il s’agit d’un recueil d’œuvres pour piano de Frédéric Chopin, orchestrées par Glazounov. Serge de Diaghilev lui a aussi donné l’occasion d’écrire la musique pour L'Oiseau de feu, après l’échec de Liadov à cette tâche. Glazounov refusa. Finalement, Diaghilev trouva un certain Igor Stravinsky, alors inconnu, qui devait composer cette œuvre. Tant Glazounov que Rachmaninov (dont la Première Symphonie avait prétendument été si malmenée par Glazounov lors de sa première - selon le compositeur) furent considérés comme « démodés » sur le tard. À partir des années 1980, la réception de la musique de Glazounov est devenue plus favorable, grâce à de vastes programmes d’enregistrements de ses œuvres orchestrales complètes.

### Glazounov etStravinsky
Dans sa chronique, Igor Stravinsky a admis que, jeune homme, il admirait beaucoup la perfection de la forme musicale de Glazounov, la pureté de son contrepoint et l'aisance et l’assurance de son écriture. À quinze ans, Stravinsky transcrivit l'un des quatuors à cordes de Glazounov pour piano solo. Il a également délibérément calqué sa Symphonie en mi bémol, op. 1, sur les symphonies de Glazounov, qui étaient alors en vogue. Il a utilisé la Huitième Symphonie de Glazounov, Op. 83, écrite dans la même tonalité que la sienne, comme un modèle sur lequel baser des corrections à sa propre symphonie.
Cette attitude a changé au fil du temps. Dans ses Mémoires, Stravinsky qualifie Glazounov comme l'un des hommes les plus désagréables qu'il ait jamais rencontrés, en ajoutant que le seul mauvais présage qu'il avait éprouvé au sujet de la création de sa symphonie fut lorsque Glazounov est venu lui dire après la représentation : « Très beau, très beau. » Plus tard, Stravinsky a modifié son souvenir de cet incident, ajoutant que quand Glazounov passa dans l'allée après le spectacle, il avait dit à Stravinsky : « l'instrumentation est plutôt lourde pour ce genre de musique. »,
Pour sa part, Glazounov n'a pas été favorable à la direction moderne que la musique de Stravinsky a suivie. Il ne fut pas le seul dans ses préjugés, leur professeur mutuel Rimski-Korsakov était aussi profondément conservateur à la fin de sa vie, viscéralement attaché au style académique qu’il avait contribué à instiller au Conservatoire. Contrairement à Rimsky-Korsakov, Glazounov n’était pas inquiet de l'impasse que la musique russe pourrait potentiellement atteindre en suivant strictement le milieu universitaire, de même qu’il n'a pas partagé l’acceptation à contrecœur de Rimski-Korsakov pour de nouvelles idées et techniques.
Il y a des chances que Glazounov ait traité Stravinsky avec réserve, certainement pas avec une grossièreté affichée. Son opinion sur la musique de Stravinsky en société était une autre affaire. Lors de la représentation de Feu d'artifice , il aurait fait le commentaire suivant : « Kein talent, nur Dissonanz » ; pas de talent, juste de la dissonance. Dans le public se trouvait également Serge de Diaghilev, qui, en vertu de cette musique, avait cherché le jeune compositeur pour les Ballets russes. En fait, Glazounov considérait Stravinsky simplement comme un orchestrateur expert. En 1912, il dit à Vladimir Teliakovski : « Petrouchka n’est pas de la musique, mais c’est parfaitement et habilement orchestré. »
En 1962, lorsque Stravinsky revint en Union soviétique pour célébrer son 80e anniversaire, il se rendit au conservatoire de Léningrad et, selon son associé Robert Craft, gémit et, lorsqu'il vit une photographie du compositeur affichée, s’exclama : Glazounov !

### Glazounov et le modernisme
Stravinsky ne fut pas le seul compositeur dont Glazounov détestait les tendances modernistes. 
Chostakovitch a mentionné les attaques de Glazounov contre les « cacophonistes précieux », l’expression de l’aîné pour désigner la nouvelle génération de compositeurs occidentaux, à commencer par Debussy. Lorsque l'opéra Der ferne Klang de Franz Schreker a été organisé à Léningrad, Glazounov se targua d’un jeu de mots et qualifia l'opéra de « schreckliche Musik ! » (musique horrible). Il a pu aussi se demander parfois s'il avait joué un rôle dans ce chaos musical engendré. Une fois, tout en regardant la partition des Prélude à l'après-midi d'un faune de Debussy, a-t-il commenté : « Il est orchestré avec beaucoup de goût… Et il connaît son travail… Se pourrait-il que Rimsky et moi ayons influencé l'orchestration de tous ces dégénérés contemporains ? »
Au crédit de Glazounov, cependant, même après avoir qualifié un extrait musical de cacophonique, il ne cessait de l'écouter. À l’inverse, il continuait l’écoute dans un effort pour comprendre. Il a appréhendé la musique de Wagner de cette manière; il ne comprenait rien à propos de Die Walküre la première fois qu'il l’entendit, ou la deuxième, la troisième ou la quatrième. À la dixième écoute, il a finalement compris l'opéra et l’a beaucoup apprécié.

### Glazounov et Chostakovitch
Dmitri Chostakovitch entre au Conservatoire de Pétrograd à 13 ans, y devenant l'étudiant le plus jeune. Il étudie le piano avec Leonid Nikolaïev et la composition avec Maximilien Steinberg, le gendre de Rimski-Korsakov. Il s'est révélé être un étudiant assidu et discipliné. Glazounov a peut-être reconnu en Chostakovitch un écho à sa jeunesse. Il a surveillé attentivement ses progrès dans la classe de Steinberg et, en lui décernant son doctorat, a recommandé Chostakovitch pour un grade plus élevé qui aurait normalement conduit à un poste de professeur. En raison de difficultés financières propres à sa famille, Chostakovitch n'a pas été en mesure de tirer parti de cette opportunité. Glazounov a également organisé la création de la Première Symphonie de Chostakovitch, qui a eu lieu le 12 mai 1926 avec la Philharmonie de Léningrad sous la direction de Nikolaï Malko. Cela s’est produit quarante quatre ans après la première symphonie de Glazounov, qui avait été créée dans la même salle. Dans un autre registre de « déjà vu » avec la « première vie » du jeune Glazounov, la symphonie a causé quasiment la même impression avec l'apparition du jeune Chostakovitch sur scène, saluant maladroitement l’assemblée.

## Quelques œuvres
- 8 symphonies achevées :
  - Symphonie no 1 en mi majeur, op. 5 (1880-82)
  - Symphonie no 2 en fa dièse mineur, op. 16 (1886)
  - Symphonie no 3 en ré majeur, op. 33 (1890)
  - Symphonie no 4 en mi bémol majeur, op. 48 (1893)
  - Symphonie no 5 en si bémol majeur, op. 55 (1895)
  - Symphonie no 6 en ut mineur, op. 58 (1896)
  - Symphonie no 7 en fa majeur, op. 77 (1902)
  - Symphonie no 8 en mi bémol majeur, op. 83 (1905/06)
  - Symphonie no 9 en ré mineur, op. posthume (fragment, 1904-10)
- 7 quatuors à cordes :
  - Quatuor à cordes no 1
  - Quatuor à cordes no 2
  - Quatuor à cordes no 3
  - Quatuor à cordes no 4
  - Quatuor à cordes no 5
  - Quatuor à cordes no 6
  - Quatuor à cordes no 7
- Quintette à deux violoncelles en la majeur op. 39
- Quatuor pour saxophone
- 2 concertos pour piano
- Ruses d'amour (ballet), au titre traduit (?) en anglais par « Lady Soubrette »
- Raymonda (ballet)
- Les Saisons (ballet)
- Stenka Razine (poème symphonique), 1885
- Le Roi des Juifs, musique de scène
- Concerto pour violon et orchestre en la mineur, op. 82
- Concerto pour saxophone alto et orchestre à cordes, op. 109-bis
- Concerto-Ballata pour violoncelle et orchestre op. 108
- Chant du ménestrel pour violoncelle et orchestre, op. 71
- Des Fantaisies pour grand orchestre symphonique (La Forêt, La Mer, Le Kremlin)
- Idylle, pour piano, op. 103 (1926)
- Élégie, pour alto, op. 44
- Quatuor à cordes sur le nom B-la-f, œuvre collective (1886).

## Sources
- (en) Ossovsky, Alexander, Aleksandr Konstantinovich Glazunov: His life and creative work; Sanct-Petersburg, Alexander Siloti Concerts Publishing House, 1907.
- (en) Figes, Orlando, Natasha's Dance: A Cultural History of Russia (New York: Metropolitan Books, 2002).  (ISBN 0-8050-5783-8) (hc.).
- (en) Huth, Andrew, Notes for Warner 61434, Glazunov: Symphony No. 5; The Seasons; Royal Scottish National Orchestra conducted by José Serebrier.
- (en) Huth, Andrew, Notes for Warner 61939, Glazunov: Symphony No. 8; Raymonda; Royal Scottish National Orchestra conducted by José Serebrier.
- (en) Huth, Andrew, Notes for Warner 63236, Glazunov: Symphonies Nos. 4 and 7; Royal Scottish National Orchestra conducted by José Serebrier.
- (en) MacDonald, Ian, The New Shostakovich (Boston: Northeastern University Press, 1990).  (ISBN 1-55553-089-3).* Rimsky-Korsakov, Nikolai, Letoppis Moyey Muzykalnoy Zhizni (Saint Petersburg, 1909), published in English as My Musical Life (New York: Knopf, 1925, 3rd ed. 1942). ISBN n/a.
- (en) Norris, Geoffrey and Marina Frolova-Walker, "Glazunov, Aleksandr Konstantinovich" in New Grove
- (en) Schwarz, Boris, "Glazunov, Aleksandr Konstantinovich" in New Grove
- (en) Nicolas Slonimsky, Perfect Pitch : A Life Story, New York, Oxford University Press, 1988, 263 p. (ISBN 0-19-315155-3).
- (en) Taylor, Philip, Notes for Chandos 9751, Glazunov: Symphony No. 1, "Slavyanskaya"; Violin Concerto; Julie Krasko, violin; Russian State Symphony Orchestra conducted by Valery Polyansky.
- (en) Volkov, Solomon, tr. Bouis, Antonina W., Testimony: The Memoirs of Dmitri Shostakovich (New York: The Free Press, a division of Simon & Schuster, Inc., 1995).  (ISBN 0-02-874052-1).
- (en) Volkov, Solomon, tr. Bouis, Antonina W., Saint Petersburg: A Cultural History (New York: Harper & Row, 1979).  (ISBN 0-06-014476-9).
- (en) Walsh, Stephen, Stravinsky, A Creative Spring: Russia and France, 1882–1934 (New York: Alfred A. Knopf, 1999).  (ISBN 0-679-41484-3).
- (en) White, Eric Walter, Stravinsky: The Man and His Works (Berkeley and Los Angeles: University of California Press, 1966). Library of Congress Card Catalog Number 66-27667.

## Source de la traduction
- (en) Cet article est partiellement ou en totalité issu de l’article de Wikipédia en anglais intitulé « Alexander Glazunov » (voir la liste des auteurs).

### Bases de données et dictionnaires
- Ressources relatives à la musique :   - International Music Score Library Project
  - AllMusic
  - Carnegie Hall
  - Discography of American Historical Recordings
  - Discogs
  - Grove Music Online
  - MGG Online
  - MusicBrainz
  - Musopen
  - Muziekweb
  - Répertoire international des sources musicales
- Ressources relatives au spectacle :   - Archives suisses des arts de la scène
  - Les Archives du spectacle
- Ressource relative aux beaux-arts :   - Académie des arts de Berlin
- Ressource relative à plusieurs domaines :   - Radio France
- Ressource relative à la recherche :   - Isidore
- Ressource relative à l'audiovisuel :   - IMDb
- Notices dans des dictionnaires ou encyclopédies généralistes :   - Britannica
  - Brockhaus
  - Den Store Danske Encyklopædi
  - Deutsche Biographie
  - Enciclopedia De Agostini
  - Gran Enciclopèdia Catalana
  - Hrvatska Enciklopedija
  - Internetowa encyklopedia PWN
  - Nationalencyklopedin
  - Proleksis enciklopedija
  - Store norske leksikon
  - Treccani
  - Universalis
  - Visuotinė lietuvių enciklopedija
- Notices d'autorité :   - VIAF
  - ISNI
  - BnF (données)
  - IdRef
  - LCCN
  - GND
  - Italie
  - Japon
  - CiNii
  - Espagne
  - Belgique
  - Pays-Bas
  - Pologne
  - Israël
  - NUKAT
  - Catalogne
  - Suède
  - Australie
  - WorldCat